# Banorte
Banco Mercantil del Norte is een Mexicaanse bank.
Grupo Financiero Banorte is een financiële instelling in Mexico en de op een na grootste financiële groep in het land. GFNorte telt meer dan 21 miljoen klanten en heeft een netwerk van ruim 1100 kantoren. Het telt bijna 30.000 medewerkers. De bank, Banco Mercantil del Norte, is de belangrijkste activiteit en daarnaast biedt het diensten aan als leasing, factoring en verzekerings- en pensioenproducten.
Banorte is de enige grote bank die niet in handen is van een buitenlands concern. Het aandeel staat aan de Bolsa Mexicana de Valores genoteerd en het is opgenomen in de S&P/BMV IPC aandelenindex. De tickercode is GFNORTEO.
Banorte werd in 1899 in de stad Monterrey opgericht, waar het actief was als kleine regionale speler. In 1992 werden de genationaliseerde banken weer geprivatiseerd. Het kwam hierbij in handen van een groep ondernemers onder leiding van Roberto Gonzalez Barrera.

Alfa · Alpek · Alsea · América Móvil · Arca Continental · Banorte · BanRegio · Cemex · Coca-Cola FEMSA · Comercial City Fresko · Compartamos Banco · Empresas ICA · FEMSA · Genomma Lab Internacional · Gruma · Grupo Aeroportuario del Pacífico · Grupo Aeroportuario del Sureste · Grupo Bimbo · Grupo BMV · Grupo Carso · Grupo Elektra · Grupo Lala · Grupo México · IEnova · Inbursa · Industrias CH · Kimberly-Clark de México · Liverpool · Mexichem · OHL México · Peñoles · Pinfra · Santander México · Televisa · Walmart de México y Centroamérica